# فروع البنكرياس من شريان الطحال
فروع البنكرياس عبارة عن فروع صغيرة كثيرة من الشريان الطحالي. مسار الشريان الجزء العلوي الخلفي من البنكرياس ليقوم بتغذية جسم وديل البنكرياس.
هذه الشرايين تتحد مع الشريان المساريقي العلوي.

## الفروع
هناك أربعة فروع رئيسية من شرايين البنكرياس القادمة من الشريان الطحالي :
- شريان بنكرياسي كبير
- شريان بنكرياسي ظهراني
- شريان بنكرياسي اثنا عشري سفلي

## وصلات خارجية
- صور تشريحية:38:05-0102 في مركز داونستيت الطبي التابع لجامعة نيويورك
- درسٌ تشريحي حول Pancreas مُعدٌ بواسطة ويسلي نورمان (جامعة جورجتاون).

(pancreasvessels)